# تيزكاسيف (أولاد معكل)
تيزكاسيف هو دُوَّار يقع بجماعة إدلسان، إقليم ورززات، جهة درعة تافيلالت في المملكة المغربية. ينتمي الدوّار لمشيخة أولاد معكل التي تضم 11 دوار. يقدر عدد سكانه بـ 212 نسمة حسب الإحصاء الرسمي للسكان والسكنى لسنة 2004.

## روابط خارجية
- البوابة الوطنية للجماعات الترابية نسخة محفوظة 12 مارس 2018 على موقع واي باك مشين.
- المندوبية السامية للتخطيط